# Marie Schlei
Marie Schlei, née Stabenow à Reetz, en province de Brandebourg, le 26 novembre 1919 et morte le 21 mai 1983 à Berlin-Ouest, est une femme politique allemande membre du Parti social-démocrate d'Allemagne (SPD).
Elle est secrétaire d'État parlementaire de la chancellerie fédérale de 1974 à 1976, durant le premier mandat d'Helmut Schmidt, puis occupe le poste de ministre fédérale de la Coopération économique jusqu'en 1978.

## Biographie
Après avoir obtenu son certificat général de l'enseignement secondaire (Mittleren Reife), elle passe ses deux diplômes pédagogiques d'État, mais commence à travailler comme vendeuse. Elle rejoint ensuite l'administration postale, puis les services administratifs municipaux.
En 1945, elle fuit la Poméranie, qui revient à la Pologne, et se réfugie dans le Weserbergland. Elle devient professeur en 1947, puis rectrice et enfin proviseur.

## Vie politique
Membre du Parti social-démocrate d'Allemagne (SPD) depuis 1949, elle entre au Bundestag comme députée fédérale de Berlin-Ouest en 1969, et siège au bureau du groupe SPD de 1973 à 1974. Cette année-là, elle est choisie comme secrétaire d'État parlementaire par le nouveau chancelier fédéral, Helmut Schmidt.
Le 16 décembre 1976, Marie Schlei est nommée ministre fédérale de la Coopération économique par Schmidt dans sa deuxième coalition sociale-libérale. Elle est contrainte de renoncer le 16 février 1978, à l'occasion d'un important remaniement ministériel.
Elle retourne alors au Bundestag, où elle est désignée par le groupe SPD au poste de porte-parole pour la politique étrangère. Elle renonce à cette fonction en 1980 afin de devenir vice-présidente du groupe. Elle finit par démissionner de son mandat de députée fédérale le 3 novembre 1981, et se retire alors de la vie politique.